# Sickingmühlenbach
Der Sickingmühlenbach ist ein (mit Silvertbach)  14,12 km langer, orografisch linker Nebenfluss der Lippe in Nordrhein-Westfalen, Deutschland. Er entwässert in der Hauptsache die Westhälfte von Oer-Erkenschwick mit Oer nebst Alt-Oer, Siepen und Sinsen(-Ost) mit der Honermannsiedlung und die größere Osthälfte von Marl mit Sinsen-Lenkerbeck, Hüls, Marl-Hamm und Drewer (ohne Nordwesten) sowie dörflichen Rand-Stadtteilen Sickingmühle im Norden und Korthausen, Löntrop und Steinernkreuz im Süden, überdies den bauerschaftlichen Recklinghäuser Nordstadtteil Speckhorn/Bockholt und den Hertener Nordstadtteil Scherlebeck.

## Verlauf
Der namentliche Sickingmühlenbach entsteht durch den Zusammenfluss von Silvertbach und Loemühlenbach an der Grenze der Marler Stadtteile Hüls und Marl-Hamm, nahe den Werksgeländen des Chemieparks und der Zeche Auguste Victoria. Von hier aus fließt der Bach in nordnordwestlicher Richtung in Hamm zunächst zwischen der Zollvereinsiedlung im Westen und der Alten Waldsiedlung im Osten hindurch. Immer noch gegenüber der Waldsiedlung wird die Westseite von Ruhrmanns Feld abgelöst, hinter dem unmittelbar Schacht III/VII von AV im Chemiepark liegt. Anschließend separiert der Bach einen Teich sowie eine Halde im Westen und den namensgebenden dörflichen Stadtteil Sickingmühle im Osten, bis schließlich, unmittelbar nordöstlich des Hafens Auguste Victoria, der Wesel-Datteln-Kanal mittels eines Dükers unterquert wird und nach etwa 3 km die Lippe erreicht wird.
Im unteren Verlauf ist der Sickingmühlenbach begradigt, eingedeicht und mit Betonsohlen ausgelegt. Zwei große Regenrückhalte- und Überschwemmungsbecken liegen im Waldgebiet, zwischenzeitlich gibt es immer wieder Absätze und Abstürze, um rückgestaute Abschnitte zu erzeugen.

## Pumpwerk
Die freie Vorflut in die Lippe ist aufgrund von Bergsenkungen nicht mehr gegeben. Das Bachpumpwerk hebt den Sickingmühlenbach um circa elf Meter. Es weist von allen 26 Bachpumpwerken des Lippeverbandes mit seinen 20 Kubikmetern pro Sekunde die größte Förderleistung auf.
Bis zum Umbau der Gruppenwasserleitungen Ende 2006 leitete das Bergwerk noch Abwässer sowohl in den Silvert- als auch in den Sickingmühlenbach ein.

## Radionuklidgehalte
Durch radioaktiv belastete Grubenwässer aus der Zeche Auguste Victoria sind die Sedimente des Bachs radioaktiv kontaminiert. Eine 2001 veröffentlichte Doktorarbeit stellte erhöhte Werte des Radionuklids 226-Radium fest, die maximal 15.000 Becquerel pro Kilogramm erreichen. Die Ortsdosisleistung über den Sedimenten erreichte maximal 6000 nSv/h (Nanosievert pro Stunde). Noch im Mündungsbereich des Bachs wurden Werte von 1700 nSv/h festgestellt; im Erzgebirge mussten Flächen wegen einer ähnlich hohen Belastung (1730 nSv/h) saniert werden. Direkt unterhalb der Mündung des Sickingmühlenbachs stieg die 226-Radium-Konzentration der Lippe um das 15fache an; bis zur Mündung im Rhein blieben die Dosisleistungen im Uferbereich deutlich erhöht.

## Galerie

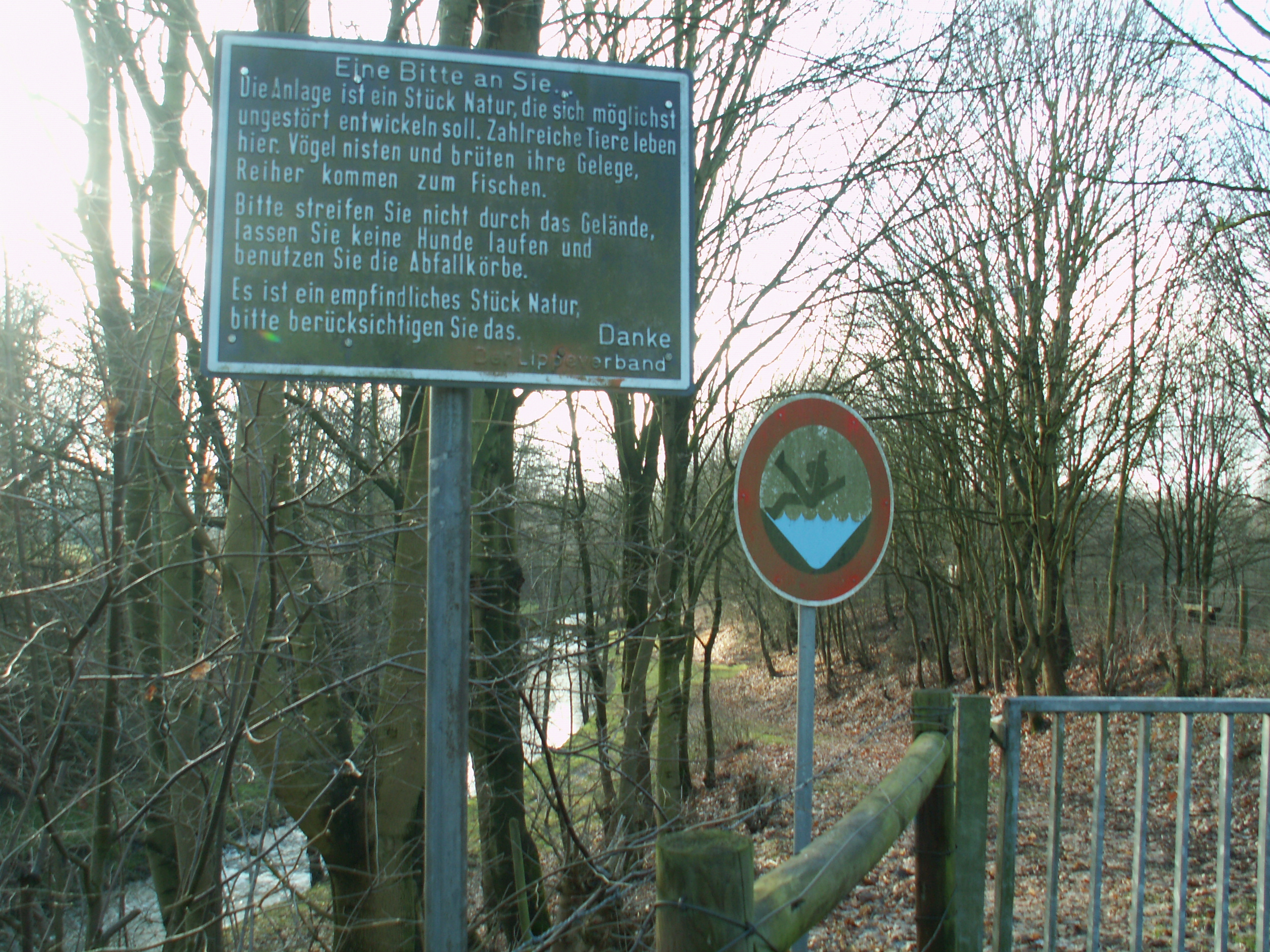
Warn- & Hinweisschilder
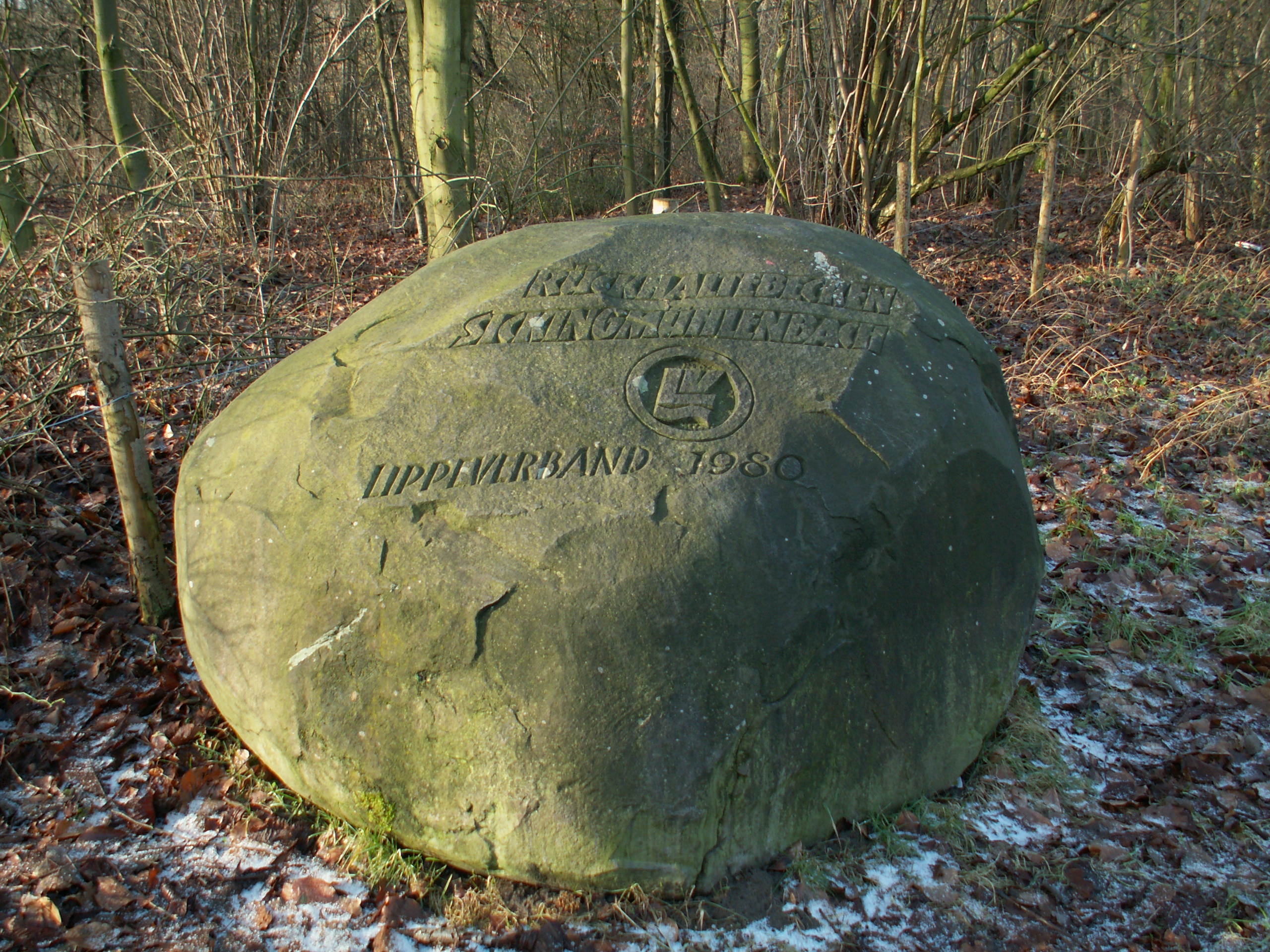
Findling
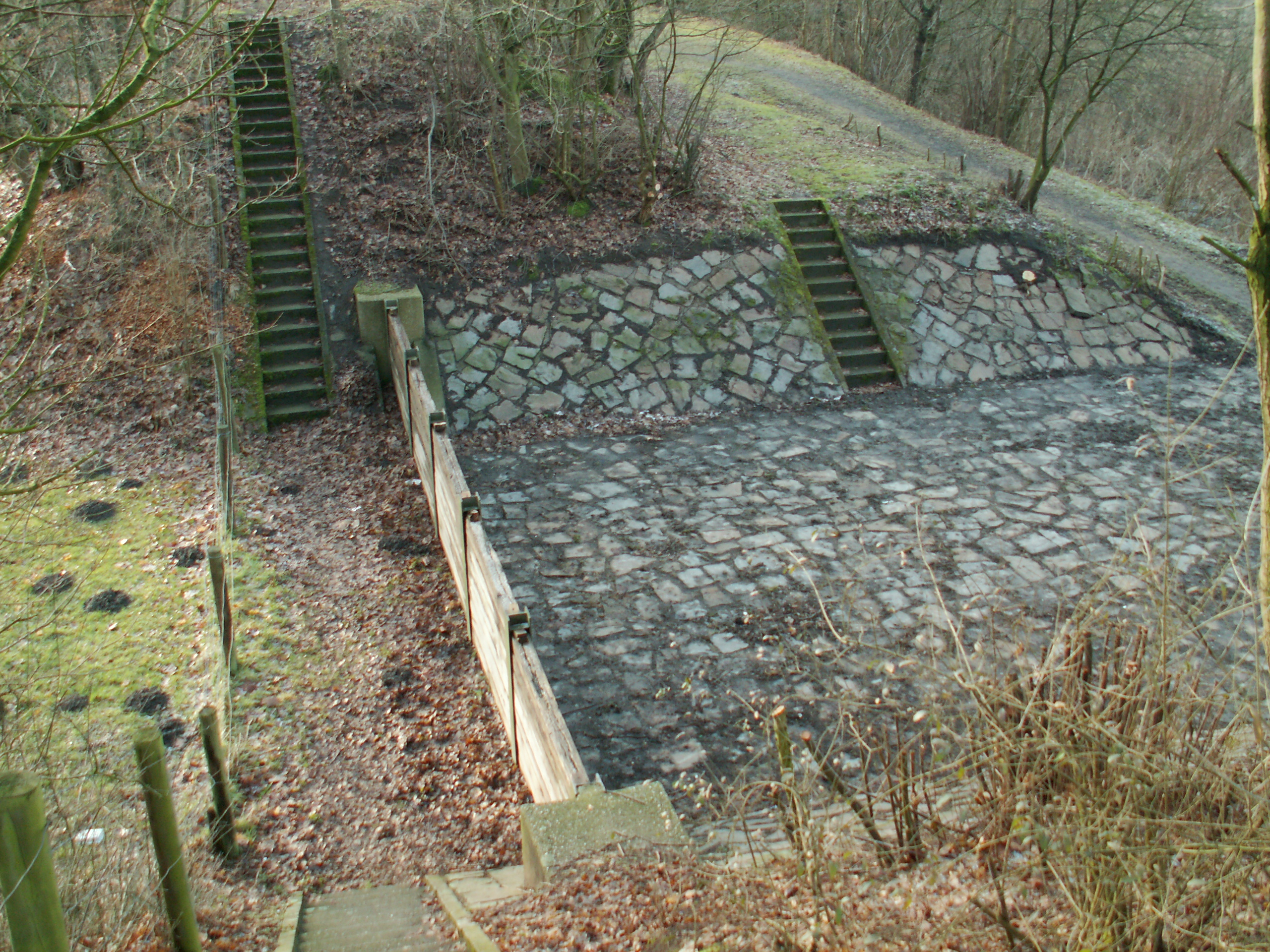
Regenrückhaltebecken
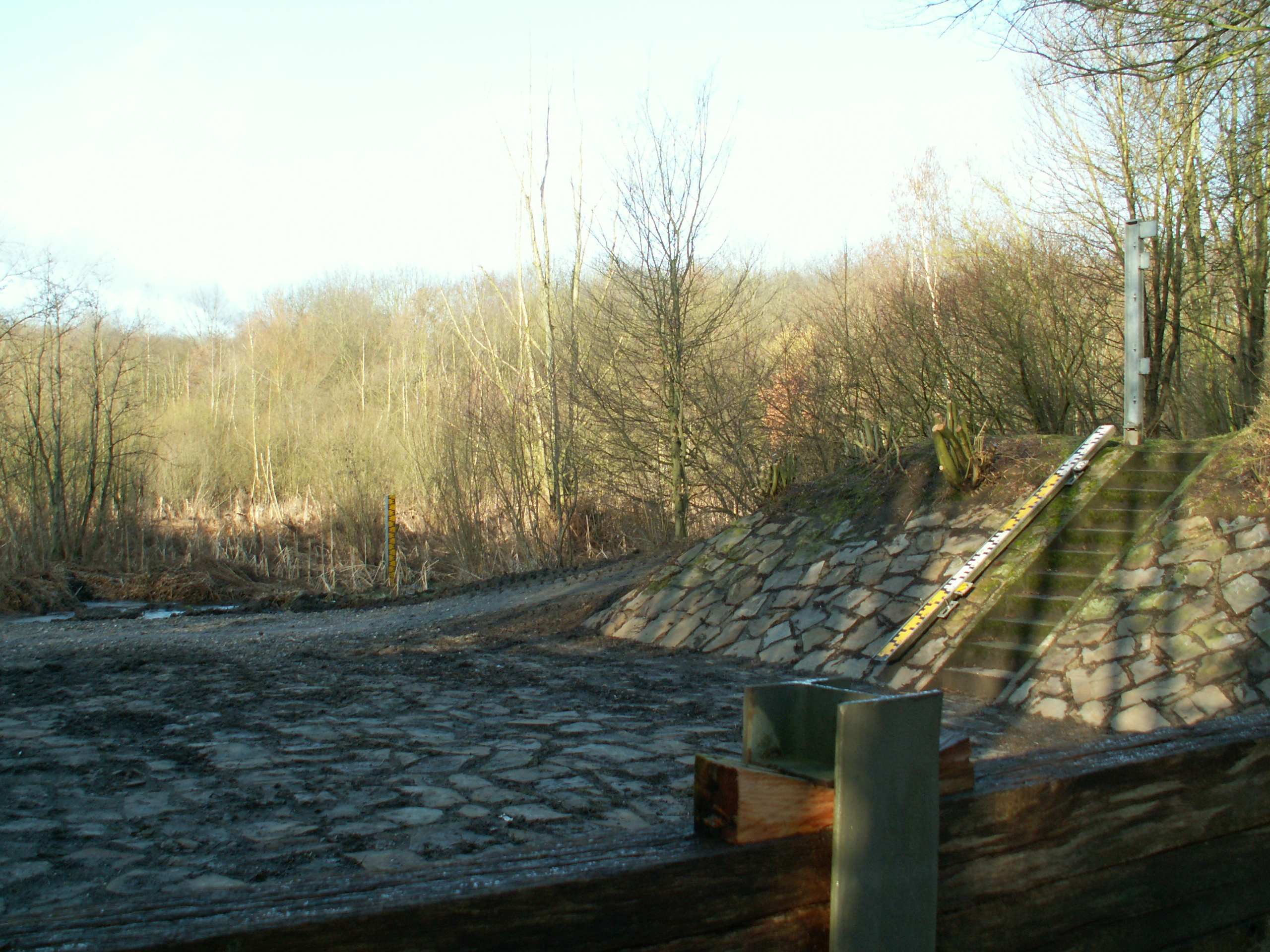
Regenrückhaltebecken